# Valeriodes heterocampoides
Valeriodes heterocampoides är en fjärilsart som beskrevs av George Francis Hampson 1894. Valeriodes heterocampoides ingår i släktet Valeriodes och familjen nattflyn. Inga underarter finns listade i Catalogue of Life.